# Ljubičevo
Lubiçevë en albanais et Ljubičevo en serbe latin (en serbe cyrillique : Љубичево) est une localité du Kosovo située dans la commune/municipalité de Prizren et dans le district de Prizren/Prizren. Selon le recensement kosovar de 2011, elle compte 1 602 habitants, tous albanais.
Le village est connu sous d'autres noms albanais comme Lupçevë ou Lubiqevë.

## Démographie

### Évolution historique de la population dans la localité
| 1948 | 1953 | 1961 | 1971  | 1981  | 1991  | 2011  |
| ---- | ---- | ---- | ----- | ----- | ----- | ----- |
| 636  | 653  | 794  | 1 026 | 1 444 | 1 903 | 1 602 |

|  |